# Pseudocelosterna elegans
Pseudocelosterna elegans is een keversoort uit de familie van de boktorren (Cerambycidae). De wetenschappelijke naam van de soort werd in 1881 als Eutaenia elegans gepubliceerd door Charles Owen Waterhouse.